# Gullmarsbergs säteri
Gullmarsbergs säteri är ett säteri i Skredsviks socken i Uddevalla kommun. Byggnaderna, som uppfördes 1669 och under 1700- och 1800-talen, är byggnadsminne sedan den 23 april 1979. Anläggningen representerar en i Bohuslän ovanlig byggnadsmiljö, belägen i naturskön omgivning.

## Historia
Gullmarsbergs säteri uppfördes på 1660-talet av sedermera generalguvernören Rutger von Ascheberg. Stomme i det nya säteriet var den sedan 1300-talets början kända gården Dynge; ruiner av en medeltida borganläggning finns på ett brant berg i närheten. Den nuvarande huvudbyggnaden, timrad i en våning ovanpå rymliga tegelvälvda källare, är samtida med säteribildningen. Huset har säteritak; det ursprungliga togs bort när huset under 1800-talet byggdes på med en våning. Vid en genomgripande restaurering 1947–1949 med syfte att återskapa 1600-talskaraktären lades ett nytt säteritak och man tog tillvara bevarade delar av den ursprungliga inredningen. Exteriören är numera reveterad och vitfärgad. Huvudbyggnaden hade tidigare en H-formad planlösning som utöver olika rumsfunktioner även inrymde kyrkosal och mejeri.
Framför säteriet är en arbetarlänga uppförd i panelat och rödfärgat timmer, härstammar också från 1600-talet och uppvisar en ålderdomlig exteriör.
År 1772 donerade dåvarande ägaren, grosshandlaren Anders Knape, Gullmarsberg till Gustafsbergs barnhusinrättning vid Uddevalla.

Vid en undersökning gjord av bohusforskaren Wilhelm Berg i slutet av 1800-talet påträffades skelettet av en kvinna och ett barn inmurade i en källarvägg. Skeletten bar kläder av 1600-talssnitt, vilket var i linje med en gammal sägen.

## Beskrivning
Både ruinen efter den medeltida befästa borgen Dyngi Husi och den nuvarande säteribyggnaden ligger monumentalt placerade i det inre av Gullmarsfjorden. Vattenutsikten från Dynge ut över Gullmarens förgrening i Saltkälle- och Färlevs-fjordarna antyder det strategiska läge borgen hade invid ett betydelsefullt kommunikationsstråk. Kring säteriet finns ett varierat fornlämningsbestånd med inslag av tidiga megalitgravar och rösen av bronsålderstyp, järnåldersgravfält samt den medeltida borgen Dynge hus. 
Säteriet ligger monumentalt placerat högt på en lövträdsplanterad höjd på den utskjutande udden. På höjdens västsida finns ett flertal terrasser uppbyggda. På dessa fanns tidigare köksträdgårdar. Bland lövträden finns flera äldre askar och ekar. Corps-de-logiet utgör idag en byggnad i strikt karolinerstil som tillsammans med "Röda längan" utgör kulturmiljöns värdekärna. Övriga byggnader inom byggnadsminnets skyddsområde är ombyggda ekonomibyggnader eller ekonomibyggnader. På utsiktsplatsen norr om huvudbyggnaden finns Götiska förbundets märke på granitpelare från 1951.
Corps-de-logiet är en reveterad och vitputsad byggnad i ett våningsplan. Vindsplanet har ett säteritak. Grundmurarna av natursten är överputsade på mittbyggnaden. Naturstensmurarna från de tidigare flyglarna finns bevarade. Huvudentrén har ett välvt överljusfönster med småspröjsade och färgade rutor. Den dubbla ytterdörren har diagonalt ställda bräder. De handsmidda beslagen är av 1600-talstyp. Taket är täckt med enkupigt rött tegel. De småspröjsade fönstren är brunmålade.
Annexet Röda längan sydost om huvudbyggnaden är byggt i ett plan med inred vind, timrat med utskjutande knutar och fasader klädda med bred rödmålad lockpanel och är uppförd på en naturstensgrund. De vitmålade fönstren är spröjsade i sex rutor och har gröna luckor. Västfasaden har plankdörrar i samma stil som de på huvudbyggnaden. På byggnadens östra fasad finns två ingångar som nås från höga trappor. Sadeltaket är täckt med enkupigt tegel.